# 丁玉萍
丁玉萍，中华人民共和国政治人物、全国脱贫攻坚先进个人。

## 生平
丁玉萍任山西玉和泰煤业有限公司原董事长。因在脱贫攻坚战中作出突出贡献，2021年2月25日全国脱贫攻坚总结表彰大会上，丁玉萍被授予“全国脱贫攻坚先进个人”。